# 織田信長サミット
織田信長サミット（おだのぶながサミット）は、織田信長に関係する地方公共団体の首長や観光協会長等が、織田信長を活用した地域活性・街作り推進のため開催する会議。町おこしの一環として隔年開催されている。
1984年（昭和59年）、織田信長生誕450年記念として滋賀県安土町（現・近江八幡市）が提唱し、同町にて第1回織田信長サミットが開催された。1980年代に日本各地で盛んに結成された「自治体サミット」のさきがけとも評される。
サミットは構成市町村持ち回りで開かれる。直近の開催（2022年1月現在）は、2019年6月8日と9日に愛知県名古屋市で開催された第28回サミット。2021年に第29回サミット開催が予定されていたが、新型コロナウイルス感染症の影響により開催中止となった。

## 参加自治体
2025年現在、11市町がサミットを構成している。
- 天童市（山形県） - 江戸時代後期から幕末まで織田家が藩主を務めた（天童藩）
- 甘楽町（群馬県） - 江戸時代前期から中期まで織田家が藩主を務めた（小幡藩）
- 越前町（福井県） - 織田氏の苗字発祥の地とされる（織田荘、劔神社）
- 岐阜市（岐阜県）  - 織田信長の居城がある（岐阜城）
- 富士宮市（静岡県） - 信長の首塚と言い伝えられる塚があり供養が行われている（西山本門寺）
- 名古屋市（愛知県） - 織田信長生誕の地（那古野城）
- 稲沢市（愛知県） -現在主流である織田信長生誕の地（勝幡城）
- 小牧市（愛知県） - 織田信長の居城がある（小牧山城）
- 清須市（愛知県） - 織田信長の居城がある（清州城）
- 豊明市（愛知県） - 信長が戦った古戦場のひとつ（桶狭間の戦い）
- 近江八幡市（滋賀県） - 織田信長の居城がある（安土城）

第1回サミットに参加したのは2市8町であったが（安土町、甘楽町など）、参加や離脱、市町村合併により構成市町村には変動がある。「平成の大合併」後の再開となった第22回サミット（2007年）では10市町が参加した。小牧市はこの第22回（2007年）よりの参加である。これ以後大垣市（岐阜県）と高島市（滋賀県）が離脱する一方、名古屋市が第23回（2009年）より、富士宮市が第25回（2013年）より加わり10市町となった。豊明市は第29回（2021年）から参加予定であった。そして第29回をもって安八町が離脱し10市町になった。第31回（2025年）から稲沢市が加わり11市町になった。
なお、信長の居城を持つ4都市（岐阜市・小牧市・清須市・近江八幡市）は「信長公居城連携協議会」を結成している。

## 歴史
第1回織田信長サミットは、1984年（昭和59年）10月15日・16日の2日間にわたって、安土町の主催により同町で開催された。
第21回（2004年）までは1年一度の開催であった。2005年と2006年は、当時全国的に進められていた自治体の統廃合の動き（平成の大合併）を受け、「市町村の枠組みが定まるまでの間見守る」として休会になった。2007年6月2日（信長の命日であり、「あづち信長まつり」に合わせた開催）、サミット発祥の地である安土町で第22回サミットが開催されて再開した。以後は2年に一度の開催となった。

### 開催年譜
- 第1回（1984年） - 滋賀県蒲生郡安土町（現・近江八幡市） [6]
- 第2回（1985年） - 兵庫県氷上郡柏原町（現・丹波市）
- 第3回（1986年） - 群馬県甘楽郡甘楽町 [11]
- 第4回（1987年） - 山形県天童市 [1]
- 第5回（1988年） - 岐阜県岐阜市
- 第6回（1989年） - 福井県丹生郡織田町（現・越前町）
- 第7回（1990年） - 愛知県西春日井郡清洲町（現・清須市）
- 第8回（1991年） - 滋賀県蒲生郡安土町
- 第9回（1992年） - 奈良県宇陀郡大宇陀町（現・宇陀市）
- 第10回（1994年） - 山形県東置賜郡高畠町
- 第11回（1994年） - 岐阜県安八郡墨俣町（現・大垣市）
- 第12回（1995年） - 兵庫県氷上郡柏原町
- 第13回（1996年） - 滋賀県高島郡高島町（現・高島市）
- 第14回（1997年） - 福井県丹生郡織田町
- 第15回（1998年） - 愛知県清洲町
- 第16回（1999年） - 群馬県甘楽町
- 第17回（2000年） - 滋賀県永源寺町（現・東近江市）
- 第18回（2001年） - 滋賀県蒲生郡安土町
- 第19回（2002年） - 山形県天童市 [1]
- 第20回（2003年） - 岐阜県安八町
- 第21回（2004年） - 岐阜県岐阜市
- 第22回（2007年） - 滋賀県蒲生郡安土町
- 第23回（2009年)　- 愛知県小牧市
- 第24回（2011年） - 岐阜県岐阜市
- 第25回（2013年） - 群馬県甘楽町 [12]
- 第26回（2015年） - 愛知県清須市 [13]
- 第27回（2017年） - 静岡県富士宮市
- 第28回（2019年） - 愛知県名古屋市[3]
- 第29回（2021年） - 福井県丹生郡越前町 - 新型コロナウイルス感染症の影響により開催中止[5]
- 第30回（2023年） - 愛知県小牧市
- 第31回（2025年） - 山形県天童市